# Clinton-Kalamazoo-Kanal
Der Clinton-Kalamazoo-Kanal ist ein teilweise fertiggestellter Kanal in Michigan, der nie in Betrieb genommen wurde. Der Kanal sollte den Lake St. Clair mit dem Michigansee verbinden. Die Inspiration für den Kanalbau kam durch den Erfolg des Eriekanals in New York, welcher 1825 fertiggestellt worden war. 1837 erlangte Michigan den Status eines Bundesstaates und sein Erster Gouverneur, Stevens Mason, startete ein ehrgeiziges Projekt, das z. B. infrastrukturelle Verbesserungen enthielt, darunter drei Eisenbahnstrecken und zwei Kanäle.
Der Clinton-Kalamazoo-Kanal sollte in Mount Clemens, am Ufer des Clinton River beginnen und über Utica, Rochester, Pontiac, Howell und Hastings bis zur Mündung des Kalamazoo Rivers verlaufen. Die Gesamtlänge sollte 348 km (216 Meilen) betragen. Er sollte neue Siedler und Versorgungsmaterial in das Binnenland des neuen Staates bringen können und die Anbindung an die Ortschaft Singapore am Ufer des Michigansees herstellen, die 1836 gegründet worden war. Singapore sollte Passagiere und Fracht über den Michigansee nach Chicago befördern können.
Der Bau begann 1838 mit großem Interesse der Öffentlichkeit. Finanzielle Probleme, die auf die Panik von 1837 zurückzuführen waren, führten dazu, dass die Finanzierung des Projektes stockte und alle Bauarbeiten 1838 stoppten, nachdem erst 19 km beendet waren. Weitere Gründe für das Misslingen des Baus waren die fehlerhaften Kalkulationen der Ingenieure; so wurde der Kanal zu flach und schmal für schwere Frachtschiffe gebaut.
Nachdem der Bau eingestellt worden war, verfiel der Bauabschnitt schnell. Teile des Kanals wurden als Mühlgräben genutzt, welche bis in das 20. Jahrhundert funktionierten. Überreste des Kanals sind in Rochester Hills, Oakland County, und in Shelby Charter Township und Clinton Charter Township, Macomb County, immer noch sichtbar.